# 田中奏多
田中 奏多（たなか かなた、9月20日 - ）は、日本の女性声優。東京都八王子市出身。ケンユウオフィス準所属。旧芸名は松江 佑依（まつえ ゆい）。

## 来歴
以前はアクセルワンに所属していた。

## 人物
特技は水泳、硬式テニス。趣味はミュージカル鑑賞、スキューバダイビング。

## 出演
太字はメインキャラクター。

### テレビアニメ
2021年
- 宇宙なんちゃら こてつくん（マナ）
- TSUKIPRO THE ANIMATION2（観客）

2022年
- 骸骨騎士様、只今異世界へお出掛け中（露天商、セオナ、女将）
- シュート!Goal to the Future（セルジョ母）
- 異世界薬局（老婦人）
- 新米錬金術師の店舗経営（孤児院の先生）
- ピーター・グリルと賢者の時間 Super Extra（ブレサリア・エルドリエル）

2023年
- AIの遺電子（老女）
- 七つの大罪 黙示録の四騎士（村人）
- アンダーニンジャ（7人衆3）

2024年
- クレヨンしんちゃん（おばさん、ニワトリB、カマキリ将軍ギリギリ）
- 僕の心のヤバイやつ（受付）
- キングダム（老婆）
- 道産子ギャルはなまらめんこい（隣人）
- 名探偵コナン（女性客）
- じいさんばあさん若返る（佐々木ツル）
- シンカリオン チェンジ ザ ワールド（漁先生）
- アクロトリップ（男の子）

2025年
- いずれ最強の錬金術師?（奥様3、村人女性1、メリー）
- Übel Blatt〜ユーベルブラット〜（密航者、市民）
- 異修羅（目覚めのフレイ）
- 青のミブロ（京八アサ、町人）
- 神椿市建設中。（バスアナウンス、おばあちゃん）

### 劇場アニメ
- ぼくらのよあけ（2022年）

### ゲーム
- 陰陽師（2017年）
- エーペックスレジェンズ（2019年、ヒューズ〈幼少期〉）
- デュエル・マスターズ プレイス（2019年、ロイヤル・アドニス、薫風妖精コートニー 他）
- 仁王2（2020年、立烏帽子）
- アサシン クリード ヴァルハラ（2020年）
- Marvel's Guardians of the Galaxy（2021年）

### 吹き替え

#### 映画
- シチリアーノ 裏切りの美学（アレッサンドラ）
- ダンジョン・クエスト（ユージーン母）
- ナイトメア・アリー（リリスの秘書）
- 運び屋（女司会者[19]）※BSテレ東版
- パニック・イン・ミュージアム モスクワ劇場占拠テロ事件（ナタリア・イヴァーノバ〈イリーナ・アルフェローワ〉、ズブリラ〈エカテリーナ・シュマコワ〉）
- ピノキオ
- ブレイブ・ソルジャーズ ヒュルトゲンの戦い（サーシャ）
- ホーム・チーム（ネイト）
- モータルコンバット（パイロット）

#### ドラマ
- AND JUST LIKE THAT... / セックス・アンド・ザ・シティ新章
- 凍てつく楽園（ペトラ）
- ヴァイキング 〜ヴァルハラ〜（フレイディス・エイリクスドティール〈フリーダ・グスタフソン〉）
- クラリス（ケイシー）
- クイーン・オブ・ザ・サウス 〜女王への階段〜
- 激情のコロッセオ 死にゆく者たち
- ザ・ルーキー 40歳の新米ポリス!?（ラーダ）
- THE LAWYER 〜復讐の天秤〜（モード）
- CITY ON A HILL/罪におぼれた街（ホリー）
- ジャスティス 彼らの選択（アリエル）
- ソウルメイト
- トワイライト・ゾーン
- Dr.Death（シェリー・ブレナン）
- 4400 未知からの生還者
- ブラインデッド:ゾウズ・フー・キル
- HOMELAND（ヴァネッサ・クロール〈カレン・ピットマン〉）
- ボッシュ: 受け継がれるもの（レジーナ・ヴァスケス〈デニス・G・サンチェス〉）
- マインドフルに殺して(ブレゲンツ嬢<ミヒャエラ・カスパー>)
- MACGYVER/マクガイバー（ペイトン〈ホリー・デボー〉、ジェーン〈ヴァネッサ・ヴァスケス〉）
- LAW & ORDER:性犯罪特捜班
- ワイルドカード〜捜査バディは天才詐欺師!?〜（イエーツ〈エイミー・グッドマーフィー〉[20]）

#### アニメ
- ダックテイルズ（ヘーゼル）
- ヒューマン・リソース・モンスターズ（ダニエル）
- ミッシング・リンク 英国紳士と秘密の相棒（ガムー[21]）

### デジタルコミック
- 営業スマイル男女（2022年、近所のおばあさん[22]）

### ボイスオーバー
- ニュー試 世界の入試で未来が見える!（教授 他）
- WHO I AM（ハイディ 他）